# 挖子 (新北市)
挖子，原寫為挖仔，臺灣話口語上稱為斡仔，是臺灣新北市三峽區的一個地名，位於該區北部，範圍大致為溪北里北半部。

## 歷史
台灣清治末期至日治初期，挖子地區為一街庄，稱為「挖仔庄」，隸屬於海山堡。該庄昔日西北隔三峽河與麥仔園庄、石頭溪庄為鄰，東與媽祖田庄為鄰，南邊為橫溪庄。
1901年（日治明治三十四年）11月，該庄隸屬於桃園廳，編入第十八區。1905年（明治三十八年）7月，第十八區改稱「成福區」。1920年（大正九年），該庄改制並雅化為「挖子」大字，隸屬於臺北州海山郡三峽街。
戰後三峽街改制為三峽鎮，隸屬於臺北縣，大字亦改制為里。2010年12月，臺北縣升格為新北市，三峽鎮改制為三峽區。

## 交通
省道台3線大致以東北－西南走向穿越挖子地區，是重要平面聯外道路，往西南可前往三峽市區、大溪、龍潭、關西及中南部各地，往東北可前往土城、板橋、臺北等地。

## 公共設施
- 新北市立殯儀館附設火化場